# Liste der Richter am litauischen Verfassungsgericht

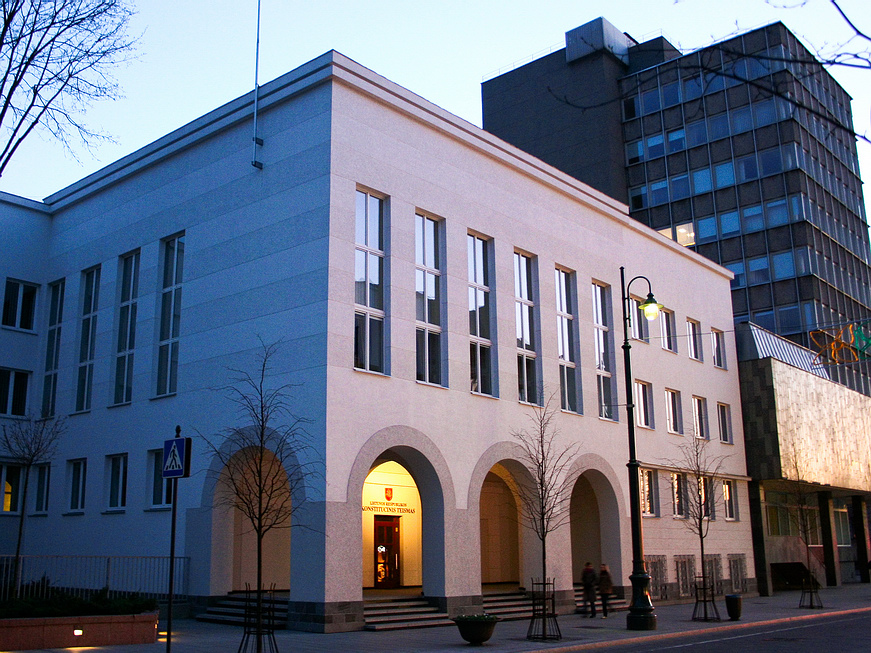
Gebäude des Gerichts am Gediminas-Prospekt, Vilnius

An Verfassungsgericht Litauens (Lietuvos Respublikos Konstitucinis Teismas) haben gewirkt:

## Richter
| Amtszeit    | Richter                      |
| ----------- | ---------------------------- |
| 1993–1996   | Algirdas Gailiūnas           |
| 1993–1996   | Stasys Stačiokas             |
| 1993–1996   | Stasys Šedbaras              |
| 1993–1999   | Kęstutis Lapinskas           |
| 1993–1999   | Pranas Vytautas Rasimavičius |
| 1993–1999   | Juozas Žilys                 |
| 1993–2002   | Zigmas Levickis              |
| 1993–2002   | Vladas Pavilonis             |
| 1993–2002   | Teodora Staugaitienė         |
| 1996–2005   | Egidijus Jarašiūnas          |
| 1996–2005   | Augustinas Normantas         |
| 1996–2005   | Jonas Prapiestis             |
| 1999–2008   | Egidijus Kūris               |
| 1999–2008   | Vytautas Sinkevičius         |
| 1999–2008   | Stasys Stačiokas             |
| 2002–2011   | Armanas Abramavičius         |
| 2002–2011   | Kęstutis Lapinskas           |
| 2002–2011   | Zenonas Namavičius           |
| 2005–2014   | Toma Birmontienė             |
| 2005–2014   | Ramutė Ruškytė               |
| 2005–2014   | Romualdas Kęstutis Urbaitis  |
| 2008–2017   | Pranas Kuconis               |
| 2008–2017   | Egidijus Šileikis            |
| 2008–2017   | Algirdas Taminskas           |
| 2011–2013   | Egidijus Bieliūnas           |
| 2011–(2020) | Gediminas Mesonis            |
| 2011–(2020) | Dainius Žalimas              |
| 2013–(2020) | Vytas Milius                 |
| 2014–(2023) | Elvyra Baltutytė             |
| 2014–(2023) | Danutė Jočienė               |
| 2014–(2023) | Vytautas Greičius            |
| 2017–(2026) | Gintaras Goda                |
| 2017–(2026) | Daiva Petrylaitė             |
| 2017–(2026) | Janina Stripeikienė          |

## Prätendenten (2020–2029)
- keine

## Leitung
| Amtszeit    | Vorsitzender                |
| ----------- | --------------------------- |
| 1993–1999   | Juozas Žilys                |
| 1999–2002   | Vladas Pavilonis            |
| 2002–2008   | Egidijus Kūris              |
| 2008–2011   | Kęstutis Lapinskas          |
| 2011–2014   | Romualdas Kęstutis Urbaitis |
| 2014–(2020) | Dainius Žalimas             |